# George Charles Wallich
George Charles Wallich (16 novembre 1815 – Londra, 31 marzo 1899) è stato un medico e biologo britannico.
Figlio del naturalista danese (poi naturalizzato britannico) Nathaniel Wallich che fu sovrintendente del Giardini botanici di Calcutta. George si laureò in medicina a Edimburgo nel 1834, in seguito prestò servizio dal 1838 al 1857 presso l'Indian Medical Service un corpo militare medico operativo in India.
Nel 1898 gli venne conferita la Medaglia Linneana da parte della Linnean Society of London.
Biologo marino, la sua attività di botanico riguardò lo studio di alghe e protozoi.

## Opere
- Notes on the Presence of Animal Life at Vast Depths in the Sea.